# Барр, Клайв
Клайв Барр англ. Clive Burr; 8 марта 1957, Ист-Хэм, Ньюхэм, Лондон — 12 марта 2013, Редбридж, Лондон) — британский музыкант, наиболее известен как барабанщик популярной хеви-метал-группы Iron Maiden, принимал участие в группе с 1979 по 1982 год.

## Биография
Клайв Барр родился в 1957 году. С детства проявлял способности барабанщика. Ещё учась в школе, он смастерил самодельную ударную установку. Его мать Клара вспоминала, что «Всё, что было в доме, пробовалось палочками». В 15 лет Клайв увидел выступление Deep Purple и наблюдал за Иэном Пейсом, после чего его страсть к барабанам разгорелась вновь. Семья матери, наконец, приобрела для Клайва ударную установку, и он, установив её в муниципальной квартире, где жил, начал её осваивать. Он никогда не брал никаких профессиональных уроков и всему научился самостоятельно.
Некоторое время поиграв в группе Maya, молодой барабанщик присоединился в 1976 году к группе Samson. Участие в этой группе было отмечено записью на сингле «Mr. Rock N Roll», «самом первом в истории сингле новой волны британского хэви-метал» (1978) Затем, по рекомендации Денниса Стрэттона, гитариста, только что принятого в Iron Maiden, с 26 декабря 1979 года также присоединился к группе. В составе Iron Maiden Клайв Барр записался на трёх «номерных» альбомах и двух EP.
После записи альбома The Number of the Beast (на котором Клайв Барр отметился соавторством в песнях Gangland и Total Eclipse) группа отправилась в турне по США The Beast on the Road, после которого Клайв Барр был уволен из группы. Брюс Дикинсон, говоря о причинах увольнения, сказал следующее:

«Американское турне 1982 года оставило у нас крайне неприятные впечатления, поскольку все музыканты так или иначе начали было употреблять наркотики, — рассказывает Брюс Дикинсон. — Все остальные смогли завязать с этой гадостью, кроме Клайва, которого наркотики, а вдобавок и алкоголь, довели до отставки из группы. Его игра на барабанах становилась все хуже, и во время концертов мы уже не могли полностью контролировать свою совместную игру. Разговоры с Клайвом помогали мало, поскольку он всегда реагировал на это очень агрессивно и считал, что мы хотим выкинуть его из группы, а не помочь. И даже после турне страсти не улеглись, и единственным разумным выходом оставался уход Клайва»— http://accords.com.ua/topic/321
Однако сам Клайв Барр, через тридцать лет комментируя эти события в интервью, опровергает эти сведения. В разгар тура он был вынужден вернуться в Великобританию на похороны скоропостижно скончавшегося отца. На время перерыва его заменил Нико Макбрэйн, который, по словам Клайва Барра, был старым знакомым как его, так и всей группы и в ходе ранних шоу даже выходил на сцену, загримированный в Эдди. Когда Клайв вернулся, он почувствовал, что «что-то было не так». Как вспоминал Клайв Барр: «Я слышал истории, что это было из-за наркотиков или из-за слишком большого количества алкоголя. Не было ничего подобного… Мы были как школьники в Америке… Было много вечеринок, но я не увлекался больше или меньше, чем кто-либо в группе»
После увольнения из Iron Maiden Клайв Барр работал и записывался с чередой рок-групп, с которыми он надолго не задерживался, включая французскую группу Trust, в которой до этого работал Нико Макбрэйн. Из его работы следует выделить участие в недолго существовавшей супергруппе Gogmagog, в которой, помимо него, были задействованы Пол Ди’Анно, бывший вокалист Iron Maiden, бывший гитарист White Spirit и Gillan (и будущий Iron Maiden) Яник Герс, один из создателей Def Leppard гитарист Пит Уиллис и известный басист Нил Маррей, сотрудничавший с очень большим количеством известных коллективов. Также некоторое время Клайв Барр сотрудничал с Desperado, проектом Ди Снайдера, известного по участию в Twisted Sister.
В конце 80-х Клайв Барр почувствовал ухудшение здоровья. «Я постоянно ронял вещи… Я не мог удержать свои палочки в руках».. К 1994 году игнорировать симптомы было уже нельзя (когда Клайв Барр не мог уже, как прежде, вращать палочки между пальцев), и он обратился к врачу. Барабанщику был поставлен диагноз рассеянного склероза, который прогрессировал и с середины 2000-х Клайв Барр был прикован к инвалидной коляске.
Когда об этом стало известно, бывшие коллеги по группе основали благотворительный фонд Burr MS Trust Fun в поддержку музыканта и всех больных рассеянным склерозом, а также провели ряд благотворительных концертов. Дом Клайва Барра был оборудован лифтом, для него был приобретён специальный автомобиль (Volkswagen Caddy или Клайвмобиль).
Клайв Барр умер во сне в ночь на 12 марта 2013 года.
Брюс Дикинсон отзывался о Клаве Барре так: «Лучше барабанщика у группы никогда не было. Ничего против Нико. Вероятно, технически Нико гораздо более компетентен, чем Клайв. Просто у Клайва было невероятное чувство, и знайте, что и я жалею, что ему не дали больше времени, чтобы попытаться разобраться». Эдриан Смит отметил, что «Клайв был великий барабанщик, типа Иэна Пейса, мощный и умеющий держать ритм, вместе с тем обладающий прекрасным чувством во всём».
Журнал Rolling Stone в своё время отмечал, что музыкальное исполнение Барра является «главной составляющей звучания группы».
Манера игры Клайва Барра повлияла на многих музыкантов.
Дэйв Ломбардо (Slayer, Testament) сказал, что:
Его стиль был вдохновляющим и альбомы, которые он записал с Iron Maiden были краеугольным камнем моего музыкального образования.  
Оригинальный текст (англ.)His style was inspiring and the albums he recorded with Iron Maiden are touchstones of my music education

Дэйв Макклейн (Machine Head)
Один из моих любимых барабанщиков, которые оказал колоссальное влияние на меня, как на молодого барабанщика. Как мне кажется, он привнёс манеры панк-рок-барабанщика в хэви-метал… Он всегда будет оказывать влияние на мою игру. Одна из моих дежурных заморочек, когда я пытаюсь найти разные сбивки и ритмы, это спросить себя: А как бы сделал Клайв?    
Оригинальный текст (англ.)One of my favorite drummers and a huge influence on me as a young drummer. To me, he brought punk rock drumming into heavy metal…He will always be an inspiration to my drumming. One of my go-to guys when I'm trying to find different drum fills and beats, or I'll ask myself, 'What would Clive do?

Другие музыканты, такие как, например, Пол Бостаф, Штефан Шварцманн, Хеллхаммер также заявили о влиянии Клива Барра на их творчество.

## Дискография

### Iron Maiden
- Iron Maiden (1980)
- Live!! +one (EP; 1980)
- Killers (1981)
- Maiden Japan (EP; 1981)
- The Number of the Beast (1982)

### Trust
- Trust IV (1983)
- Man’s Trap (1984)
- The Best of (1997)

### Stratus
- Throwing Shapes (1984)

### Gogmagog
- I Will Be There (EP; 1985)

### Elixir
- Lethal potion (1990)
- Sovereign Remedy (2004)

### Desperado
- Bloodied But Unbowed (1996)

### Praying Mantis
- Captured Alive in Tokyo City (1996)
- Demorabilia (1999) (сборник, содержащий демозаписи группы Clive Burr’s Escape)